# Idáfa
| Szószedet a példákhoz (végződések nélkül) | Szószedet a példákhoz (végződések nélkül) | Szószedet a példákhoz (végződések nélkül) |
| Magyar                                    | Egyes szám                                | Többes szám                               |
| ----------------------------------------- | ----------------------------------------- | ----------------------------------------- |
| Könyv                                     | kitāb                                     | kutub                                     |
| Férfi                                     | raǧul                                     | riǧāl                                     |
| És                                        | wa                                        | –                                         |
| Füzet                                     | daftar                                    | dafātir                                   |
| Gyermek                                   | walad                                     | awlād                                     |
| Nagy                                      | kabīr                                     | kibār                                     |
| Erős                                      | qawiyy                                    | qawiyyūn                                  |
| Tanító                                    | mudarris                                  | mudarrisūn                                |
| Iskola                                    | madrasa                                   | madāris                                   |
| Ház                                       | bayt                                      | buyūt                                     |
| Kapu                                      | bāb                                       | abwāb                                     |

Az idáfa (إضافة – iḍāfa; szó szerint „hozzáadás, bővítés, összekötés”) – gyakori latin megnevezésével status constructus – az arab nyelv birtokos szerkezetének neve, amely birtokból és birtokosból áll. Sajátossága, hogy nem felbontható, azaz a két tag közé semmi sem kerülhet, illetve hogy határozatlan birtok nem fejezhető ki általa. Egyik speciális fajtája összetett jelzők kifejezésére alkalmas.
A szó – ezáfe (ezâfe) ejtéssel – a perzsa nyelvben, illetve rajta keresztül többek között az oszmán-törökben és az urduban is meghonosodott, azonban ezekben a nyelvekben nem csupán a birtokos szerkezet megjelölésére használatos.

## Szerkezete
Az idáfa birtokból (مضاف – muḍāf) és birtokosból (مضاف إليه – muḍāf ilayhi) áll, ebben a sorrendben. Tehát az „egy férfi könyve” az alábbi módon képezendő (végződésekkel a felső indexben): كتاب رجل (kitābu raǧulin). A modern arabban mind a birtokok, mind a birtokosok lehetnek többen és többfélék, pl. „férfiak és egy gyermek könyvei és füzete”:  كتب ودفتر رجال وولد (kutubu wa daftaru riǧālin wa waladin). A modern irodalmi arabbal ellentétben a klasszikus arabban nem volt megengedett a birtokhalmozás, ezért az első birtok idáfába került, a többi viszont a szerkezet után, kapcsolt személyes névmással, pl. „a férfiak könyvei és füzete” كتب الرجال و دفترهم  (kutubu r-riǧāli wa daftaruhum).
A szerkezet nem felbontható, azaz birtok és birtokos közé (más birtokosokat és birtokokat leszámítva) semmi sem kerülhet. Ennek következtében a birtok esetleges jelzői – amelyek alapvetően közvetlenül a jelzett szót követik – a birtokos után következnek, számban, nemben és esetben megfelelő módon a birtokkal egyeztetve:
- كتاب الرجل الكبير – kitābu r-raǧuli l-kabīru = a férfi nagy könyve

### Határozottság
A birtok – az alább részletezendő virtuális birtokos esetet leszámítva – az idáfában mindig anélkül határozott, hogy névelő kapcsolódna hozzá, határozatlan birtok nem létezik. (A nunáció elmaradása a határozottság jele.) A birtokos ezzel szemben lehet határozott vagy határozatlan.
- كتاب رجل – kitābu raǧulin = egy férfi könyve
- كتاب الرجل – kitābu r-raǧuli = a férfi könyve

Az, hogy határozott birtokosnak határozatlan birtoka van (pl. „a férfi egy könyve”) idáfával nem, csak körülírással fejezhető ki, amire elsősorban a li- (kb. -nak/-nek) prepozíció használatos.
- كتاب للرجل – kitābun li-r-raǧuli = a férfi egy könyve

### Esetvégződések
A birtokos mindig birtokos esetben (مجرور – maǧrūr) áll, a birtok viszont mondatbeli helyzetétől függően lehet egyaránt alany- (مرفوع – marfūʿ), tárgy- (منصوب – manṣūb) vagy birtokos esetben. Sajátossága, hogy bár névelő nem áll előtte, a határozatlan névszókkal ellentétben nem kap nunációt (تنوين – tanwīn). A kettes számok -āni/-ayni, illetve az ép hímnemű többesszámú szavak -ūna/-īna végződéséből egyaránt elmarad a leírt N.
- Egyes szám: كتاب (kitābun) → كتاب الرجل (kitābu r-raǧuli = a férfi könyve)
- Kettes szám: كتابان (kitābāni) → كتابا الرجل (kitābā r-raǧuli = a férfi két könyve)
- Ép hímnemű többes szám: مدرّسون (mudarrisūna) → مدرّسو مدرسة (mudarrisū madrasatin = egy iskola tanítói)

Esetvégződéseket nélkülöző szövegekben a jelzős idáfa olykor többféleképpen is fordítható: a végződések nélküli كتاب الرجل الكبير (kitāb ar-raǧul al-kabīr) szöveg értelmezhető „a férfi nagy könyve” vagy „a nagy/idős férfi könyve” módján, köszönhetően annak, hogy a birtok és birtokos egyezik nem, szám és határozottság tekintetében. Kétértelműség, ha jóval kisebb valószínűséggel is, de még a végződések megléte esetében is lehetséges, amennyiben a birtokos és a birtok nemben, számban és – pl. egy prepozíció következtében – nyelvtani esetben is megegyezik = من كتاب الرجل الكبير (min kitābi r-raǧuli l-kabīri) egyaránt jelentheti azt, hogy „a férfi nagy könyvéből” és „a nagy/idős férfi könyvéből.”

## A virtuális birtokviszony
Az arab nyelv egyik sajátos jelensége az ún. virtuális birtokviszony (الاضافة الغير حقيقية – al-iḍāfa al-ġayr ḥaqīqiyya, „nem igazi idáfa”), ami összetett jelzők (kék szemű, hosszú hajú stb.) kifejezésére alkalmas. Az arab jelzőket nemben, számban, esetben és határozottságban egyaránt egyeztetni kell a jelzett szóval. Az összetett jelzők esetében az egyeztetés a birtok szerepét felvevő szóval – ebben az esetben mindig melléknév – történik meg, a birtokos helyét elfoglaló, ennek megfelelő esetű szó viszont mindig határozott. A birtok így, amennyiben határozott jelzett szóhoz kapcsolódik, felvehet névelőt. Példák:
- بيت كبير الباب – baytun kabīru l-bābi = egy nagy ajtajú ház
- البيت الكبير الباب  – al-baytu l-kabīru l-bābi = a nagy ajtajú ház
- في البيت الكبير الباب  – fī l-bayti l-kabīri l-bābi = a nagy ajtajú házban